# باشگاه فوتبال المپیک لیون
المپیک لیون (به فرانسوی: Olympique Lyonnais‎) که عموماً به صورت ساده با نام لیون شناخته می‌شود، یک باشگاه فوتبال فرانسوی است که در شهر لیون پایه‌گذاری شده‌است و در لیگ ۱ فرانسه بازی می‌کند. این باشگاه در سال ۱۸۹۹ تأسیس شد. المپیک لیون اولین قهرمانی خود در لیگ ۱ را در سال ۲۰۰۲ به دست آورد. لیون توانست در ۶ فصل بعدی نیز قهرمان شود و تعداد قهرمانی‌های خود در لیگ ۱ را به عدد هفت برساند. لیون همچنین هشت سوپر جام فوتبال فرانسه، پنج جام حذفی فوتبال فرانسه و سه عنوان لیگ ۲ را برنده شده‌است.
المپیک لیون ۱۷ بار در لیگ قهرمانان اروپا شرکت کرده‌است. در فصل ۱۰–۲۰۰۹، این تیم توانست برای اولین بار به مرحله نیمه نهایی برسد. بار دیگر که لیون توانست به همین مرحله برسد، فصل۲۰–۲۰۱۹ بود. المپیک لیون بازی‌های خانگی خود را در ورزشگاه پارک المپیک لیون برگزار می‌کند.
لیون یکی از پرطرفدارترین تیم‌های فرانسه در کنار پاری سن ژرمن و المپیک مارسی است. مالک المپیک لیون از سال ۱۹۸۷ ژان میشل اولاس بود، او در سال ۲۰۲۳ و بعد از ۳۶ سال باشگاه را ترک کرد.

## بازیکنان کنونی
| شماره |               | پست       | بازیکن                      |
| ----- | ------------- | --------- | --------------------------- |
| ۱     | پرتغال        | دروازه‌بان | آنتونی لوپس (کاپیتان سوم)   |
| ۲     | ساحل عاج      | مدافع     | سینالی دیومانده             |
| ۳     | آرژانتین      | مدافع     | نیکولاس تاگلیافیکو          |
| ۴     | ساحل عاج      | هافبک     | پل آکوئوکو                  |
| ۵     | کرواسی        | مدافع     | دیان لوورن                  |
| ۶     | فرانسه        | هافبک     | مکسانس ککره                 |
| ۷     | گینه بیسائو   | مهاجم     | Mama Baldé (قرضی از تروا)   |
| ۸     | فرانسه        | هافبک     | کورنتا تولیسو (کاپیتان دوم) |
| ۱۰    | فرانسه        | مهاجم     | الکساندر لاکازت (کاپیتان)   |
| ۱۱    | زیمبابوه      | مهاجم     | تینو کادویر                 |
| ۱۲    | جمهوری ایرلند | مدافع     | جک اوبراین                  |
| ۱۷    | فرانسه        | دروازه‌بان | رمی ریو                     |
| ۱۸    | فرانسه        | مهاجم     | رایان شرقی                  |

| شماره |          | پست   | بازیکن                                                             |
| ----- | -------- | ----- | ------------------------------------------------------------------ |
| ۱۹    | پرتغال   | مهاجم | دیگو موریرا (قرضی از چلسی)                                         |
| ۲۰    | فرانسه   | مدافع | سائل کومبدی                                                        |
| ۲۱    | برزیل    | مدافع | انریکه                                                             |
| ۲۲    | آنگولا   | مدافع | کلینتون ماتا                                                       |
| ۲۴    | فرانسه   | هافبک | یوهان لپنانت                                                       |
| ۲۹    | فرانسه   | مدافع | Mamadou Sarr                                                       |
| ۳۴    | فرانسه   | هافبک | Mahamadou Diawara                                                  |
| ۳۷    | غنا      | مهاجم | Ernest Nuamah (قرضی از باشگاه فوتبال آر.دابلیو.دی. مولنبیک (۲۰۱۵)) |
| ۴۷    | برزیل    | مهاجم | ژفینیو                                                             |
| ۵۵    | کرواسی   | مدافع | دویه چالتا-تسار (قرضی از ساوت‌همپتون)                               |
| ۸۰    | فرانسه   | هافبک | Skelly Alvero                                                      |
| ۸۴    | فرانسه   | هافبک | محمد العروش                                                        |
| ۹۸    | انگلستان | هافبک | مایتلند نایلز                                                      |

## افتخارات

### داخلی

#### لیگ
- لیگ ۱

(۷) قهرمانی: ۰۲–۲۰۰۱، ۰۳–۲۰۰۲، ۰۴–۲۰۰۳، ۰۵–۲۰۰۴، ۰۶–۲۰۰۵، ۰۷–۲۰۰۶، ۰۸– ۲۰۰۷
- لیگ ۲

(۳) قهرمانی: ۵۱–۱۹۵۰، ۵۴–۱۹۵۳، ۸۹–۱۹۸۸

#### جام
- جام حذفی فوتبال فرانسه

(۵) قهرمانی: ۶۴–۱۹۶۳، ۶۷–۱۹۶۶، ۷۳–۱۹۷۲، ۰۸–۲۰۰۷، ۱۲–۲۰۱۱
- سوپر جام فوتبال فرانسه

(۸) قهرمانی – رکورد: ۱۹۷۳، ۲۰۰۲، ۲۰۰۳، ۲۰۰۴، ۲۰۰۵، ۲۰۰۶، ۲۰۰۷، ۲۰۲۱٫۲۰۱۲

### رقابت‌های بین‌المللی
- لیگ قهرمانان اروپا
  - نیمه نهایی (۲): ۱۰–۲۰۰۹، ۲۰–۲۰۱۹
- لیگ اروپا
  - نیمه نهایی (۱): ۱۷–۲۰۱۶
- جام برندگان جام اروپا
  - نیمه نهایی (۱): ۶۴–۱۹۶۳
- جام اینترتوتو
  - (۱) قهرمانی: ۱۹۹۷